# Ridge Racer DS
Ridge Racer DS est un jeu vidéo de course développé par Nintendo Software Technology et édité par Namco, sorti en 2004 sur Nintendo DS.

## Accueil
- Jeuxvideo.com : 10/20[1]